# Method Man
Clifford Smith (Hempstead, 2 maart 1971) is een Amerikaans rapper, beter bekend onder zijn artiestennaam Method Man.
Method Man werd geboren in Hempstead, Long Island. Hij woonde in zijn jeugd afwisselend bij zijn vader en zijn moeder. Zijn moeder woonde op Staten Island. Daar ontmoette hij de latere Wu-Tang Clan-leden RZA, GZA en Ol' Dirty Bastard. Zij besloten in 1993 een rapgroep genaamd Wu-Tang Clan op te richten. Smith speelde eveneens in films, zoals in How High samen met collegarapper Redman. In de Amerikaanse televisieserie The Wire speelde hij de rol van Cheese. In het eerste seizoen (aflevering 12) van Luke Cage heeft hij een gastrol, waarbij hij zichzelf speelt.

## Discografie
Albums
- Tical (1994)
- Tical 2000: Judgement Day (1998)
- Blackout! (album samen met Redman, 1999)
- Tical 0: The Prequel (2004)
- 4:21... The Day After (2006)
- Blackout! 2 (album samen met Redman, 2009)
  - A-Yo (track van dit album)
- Wu-Massacre (album samen met Ghostface Killah en Raekwon, 2010)
- The Meth Lab (2015)
- Crystal Meth (2016)
- Blackout! 3 (album samen met Redman, 2016)

- Bibsys: 5021927
- Bibliothèque nationale de France: cb13982894n (data)
- Gemeinsame Normdatei: 134916077
- International Standard Name Identifier: 0000 0001 1489 3741
- Library of Congress Control Number: no99015949
- MusicBrainz: 94dbfe2e-ca48-4e08-a5a8-e1e74136c63d
- Nationale Bibliotheek van Tsjechië: xx0023861
- Nationale Bibliotheek van Polen: a0000002388263
- Système universitaire de documentation: 08082692X
- Virtual International Authority File: 29727229